# Tragedia romantyczna
Tragedia romantyczna – gatunek dramatyczny twórczo nawiązujący i kontynuujący model tragedii szekspirowskiej, stojący natomiast w opozycji do skodyfikowanej koncepcji tragedii antycznej oraz klasycznej. Tragedia romantyczna kierowała się wzorem Szekspira. Określały ja m.in. następujące cechy:
- odrzucenie estetycznej jednorodności
- mieszanie tragizmu, patosu, komizmu i groteski,
- zerwanie z tradycyjnymi wyznacznikami kompozycyjnymi (np. zasadą trzech jedności),
- stosowanie fragmentarycznej, luźnej fabuły,
- wprowadzenie bohaterów uosabiających ludzkie namiętności i niepoddających się jednoznacznie ocenie moralnej
- osadzenie wydarzeń oraz konfliktu tragicznego w szerokim kontekście psychologicznym i konkretnych realiach obyczajowych, historycznych, społeczno- politycznych, filozoficznych.

Można przyjąć, iż te właśnie cechy tragedii romantycznej doprowadziły w pewnym sensie do śmierci gatunku. Tendencja romantyzmu do modyfikowania, a nawet zacierania wyrazistości gatunkowej, musiała bowiem przekształcić z czasem nową koncepcję tragedii tak dalece, że w efekcie zrodził się nowy gatunek: dramat romantyczny.
Do najwybitniejszych twórców tragedii romantycznej należą m.in.: Friedrich Schiller, George Byron, Aleksandr Puszkin, Juliusz Słowacki i Cyprian Kamil Norwid z koncepcją białej tragedii, czyli ,,nietragicznej tragedii".